# Himlens timmerman
Himlens timmerman är en psalm vars text är skriven av Kolbeinn Tumason och översatt till svenska av Jonas Jonson. Musiken till psalm 887 a är skriven i Þorkell Sigurbjörnsson och psalm 887 b är en norsk folkmelodi i Psalmer i 2000-talet.
Musikarrangemanget till 1887 b i Psalmer i 2000-talets koralbok är gjort av Lars Åberg.

## Publicerad som
- Nr 887 a i Psalmer i 2000-talet under rubriken "Jesus Kristus - människors räddning".
- Nr 887 b i Psalmer i 2000-talet under rubriken "Jesus Kristus - människors räddning".
- Nr 829 i Sång i Guds värld Tillägg till Svensk psalmbok för den evangelisk-lutherska kyrkan i Finland 2015 under rubriken "Skaparen- befriaeren - livgivaren".